# 粕谷淳司
粕谷 淳司（かすや あつし、1971年9月 - ）は、日本の建築家である。JIA会員・一級建築士。

## 略歴
- 東京都出身
- 1990	私立海城高校卒業
- 1995	東京大学工学部建築学科卒業
- 1995〜1997	東京大学大学院（建築学専攻・大野秀敏研究室）
- 1996	スイス・チューリヒ連邦工科大大野秀敏学夏期ワークショップ（isua-ETH）参加（於チェコ共和国プラハ市）
- 1997〜2002	アプル総合計画事務所（現・アプルデザインワークショップ）にて、大野秀敏に師事
- YKK黒部事業所正門・警備センター
- YKK古御堂B1,B2工場・厚生棟
- 岐阜県花フェスタ記念公園複合施設
- 横浜税関本関改修・増築などを担当
- 2002	旧姓「高橋」から、祖母方の姓を継ぎ「粕谷」に改姓
- 2002	カスヤアーキテクツオフィス（KAO）設立・主宰
- （2005年より粕谷奈緒子と共同主宰）
- 2008〜2012	明治大学兼任講師
- 2011〜2013	工学院大学非常勤講師
- 2013〜	関東学院大学専任講師

## 作品
- YKK黒部事業所正門・警備センター（アプル総合計画事務所にて）
- YKK古御堂B1,B2工場・厚生棟（アプル総合計画事務所にて）
- 岐阜県花フェスタ記念公園複合施設（アプル総合計画事務所にて）
- 横浜税関本関改修・増築などを担当* 深沢の家（アプル総合計画事務所にて）
- STACK（東雪谷の家）
- 赤堤の集合住宅
- 白の家（松本の家 III）
- One House
- 浦和の家
- K House
- M House
- A House
- "NEST" / Project for TIMBERIZE TOKYO
- 青梅の家（T邸）
- 日本女子大学目白キャンパス倉庫
- SFプロジェクト
- HI-lab
- FLAT
- TWIST
- 日本女子大学目白キャンパス中央広場「泉プロムナード」
- BEAM
- FIBERCITY TOKYO2050 小石川プロジェクト
- YM-House
- スター・オブ・ザ・カラー
- UNWALL
- TAKEZO House
- S邸（テレスコープハウス）
- RIKI RIKI DELI （第2期）
- RIKI RIKI DELI （第1期）
- 葡萄畑の家
- スパイラルハウス

## 作品・受賞歴
- 建築学生設計大賞 最優秀賞（1995年）
- 『スパイラルハウス』でグッドデザイン賞 (共同受賞)（2002年）
- 日本女子大学目白キャンパス中央広場『泉プロムナード』でプロポーザル最優秀賞(2006年)